# Ганскурт фон Бремен
Ганскурт фон Бремен (нім. Hanskurt von Bremen; 11 серпня 1918, Гослар — 20 грудня 1999) — німецький офіцер-підводник, оберлейтенант-цур-зее крігсмаріне.

## Біографія
1 жовтня 1938 року вступив на флот. З квітня 1940 року — вахтовий офіцер в 12-й флотилії мінних тральщиків. В лютому-червні 1941 року пройшов курс підводника. В липні-серпні 1941 року — старший офіцер оперативного відділу штабу командувача підводним флотом. З 27 листопада 1941 року — 1-й вахтовий офіцер на підводному човні U-598. В лютому-березні 1943 року пройшов курс командира човна. З 6 травня 1943 по 14 травня 1945 року — командир U-764, на якому здійснив 8 походів (разом 248 днів у морі).
Всього за час бойових дій потопив 3 кораблі загальною водотоннажністю 2334 тонни.
| Дата           | Назва корабля        | Тип                      | Тоннаж | Вантаж         | Екіпаж | Загинули | Країна             | Конвой |
| -------------- | -------------------- | ------------------------ | ------ | -------------- | ------ | -------- | ------------------ | ------ |
| 15 червня 1944 | HMS Blackwood (K313) | Фрегат                   | 1,085  |                | 156    | 58       | Британська імперія |        |
| 20 серпня 1944 | Coral                | Торговий пароплав        | 638    | Баласт         | 17     | 6        | Британська імперія | ETC-72 |
| 25 серпня 1944 | HMS LCT-1074         | Десантний корабель (LCT) | 611    | Танки «Шерман» | 14     | 10       | Британська імперія |        |

## Звання
- Кандидат в офіцери (1 жовтня 1938)
- Морський кадет (1 липня 1939)
- Фенріх-цур-зее (1 грудня 1939)
- Оберфенріх-цур-зее (1 серпня 1940)
- Лейтенант-цур-зее (1 квітня 1941)
- Оберлейтенант-цур-зее (1 січня 1943)

## Нагороди
- Нагрудний знак мінних тральщиків (1940)
- Залізний хрест
  - 2-го класу (14 вересня 1942)
  - 1-го класу (1944)
- Нагрудний знак підводника